# Kisaura adamickai
Kisaura adamickai là một loài Trichoptera trong họ Philopotamidae. Chúng phân bố ở miền Cổ bắc.